# Liste der Naturdenkmale in Brücken (bei Birkenfeld)
Die Liste der Naturdenkmale in Brücken nennt die im Gemeindegebiet von Brücken ausgewiesenen Naturdenkmale (Stand 15. Juli 2013).

## Naturdenkmale
| Nr. | Bezeichnung     | Lage                        | Beschreibung  | Bild                                    |
| --- | --------------- | --------------------------- | ------------- | --------------------------------------- |
|     | Krummkehrfelsen | nordwestlich des Ortes Lage | Felsformation | Direkt Bild zu diesem Denkmal hochladen |